# التوسع الأمريكي في عهد دونالد ترامب
اقترح رئيس الولايات المتحدة الأمريكية، دونالد ترامب، خططًا وأفكارًا متنوعة لتوسيع النفوذ السياسي للولايات المتحدة وامتداد أراضيها. وأشار على نحوٍ مباشر في قَسَمه الرئاسي خلال تنصيبه الثاني، إلى التوسع الإقليمي المُحتمَل، وأصبح بذلك أول رئيس أمريكي يستخدم عبارة القَدَر المتجلّي خلال خطاب تنصيبه. كانت آخر منطقة استحوذت عليها الولايات المتحدة عام 1947 هي جزر ماريانا الشمالية وأرخبيل كارولين وجزر مارشال. من بين هذه الجزر، أصبحت جزر ماريانا الشمالية فقط إقليمًا تابعًا للولايات المتحدة، بينما نالت الجزر الأخرى استقلالها في ثمانينيات وتسعينيات القرن الماضي بموجب ميثاق الارتباط الحر.
أعلن ترامب رغبته في ضم غرينلاند عام 2019، خلال ولايته الأولى. ومنذ انتخابه لولاية ثانية عام 2024، أبدى ترامب رغبته في ضم كندا وقناة بنما. واقترح غزو فنزويلا، وضم المكسيك، ووضع خطة للسيطرة على قطاع غزة، والتأثير على توجهات الكنيسة الكاثوليكية. ويُعد إصرار ترامب على التعامل مع نصف الكرة الغربي بوصفه منطقة نفوذ أمريكية، بمثابة إحياء لمبدأ مونرو.
وفقًا لاستطلاع رأي أجرته مؤسسة يوجوف في فبراير 2025، فإن 4% فقط من الأميركيين يؤيدون التوسع الأميركي إذا كان يتطلب قوة عسكرية، و33% من الأميركيين يؤيدون التوسع من دون استخدام القوة العسكرية أو الاقتصادية، و48% من الأميركيين يعارضون التوسع تمامًا.

## كندا
أعلن ترامب نيته فرض تعرفة جمركية بنسبة 25% على جميع البضائع القادمة من كندا في محاولة إجبار الحكومة الكندية على وقف ما يراه أزمة هجرة غير شرعية وأزمة مخدرات على الحدود الكندية الأمريكية. ردّ المسؤولون الكنديون بتهديد الولايات المتحدة بتعريفاتٍ جمركية انتقامية وإيقاف تدفق الطاقة الكندية إلى شمال الولايات المتحدة. أعلن ترامب في تصريحاته مرارًا وتكرارًا عن رغبته في ضم كندا إلى الولايات المتحدة بوصفها الولاية رقم 51، في حين أصرّ آخرون أنه لا شك يقول ذلك على سبيل المزاح. ربط ترامب كذلك في بعض الأحيان بين مسألة ضم كندا والحرب التجارية معها.

### المقاطعات الغربية في كندا
في حين رفضت أونتاريو وكيبيك الانضمام إلى الولايات المتحدة، نظر سكان ألبرتا إلى الفكرة بإيجابية أكبر في الفترة التي سبقت الانتخابات الفيدرالية الكندية عام 2025، بالنظر إلى أن ثقافتهم أقرب إلى ثقافة مونتانا والولايات المتحدة منها إلى ثقافة شرق كندا. أشار استطلاع رأي أجراه معهد أنجوس ريد في يناير 2025 إلى أن نحو 18٪ من المشاركين في ألبرتا أيدوا اقتراح ترامب بالضمّ، وهي أعلى نسبة بين جميع المقاطعات الكندية. حظي الاقتراح بدعم أكبر بكثير منذ الانتخابات الفيدرالية لعام 2025.

## غرين لاند

### الاستحواذ المُقترح
طرح ترامب اقتراحًا جديدًا للولايات المتحدة من أجل شراء غرينلاند من الدنمارك، واصفًا امتلاكها والسيطرة عليها بأنه «ضرورة مطلقة» لأغراض أمنية قومية، وذلك في ديسمبر 2024، ويأتي هذا الاقتراح استكمالًا لعرض سابق طرحه ترامب لشراء غرينلاند خلال ولايته الأولى ورفضته الدنمارك، ما دفعه إلى إلغاء زيارته إليها في أغسطس عام 2019. وفي 7 يناير 2025، زار نجل ترامب، دونالد ترامب الابن، مدينة نوك، عاصمة غرينلاند، رفقة الصحفي تشارلي كيرك لتوزيع قبعات «لنجعل أمريكا عظيمة مجددًا». رفض ترامب استبعاد استخدام القوة العسكرية أو الاقتصادية للسيطرة على غرينلاند أو قناة بنما في مؤتمر صحفي عُقد في اليوم التالي، لكنه استبعد استخدام القوة العسكرية للسيطرة على كندا. وفي 12 يناير، صرّح نائب الرئيس المنتخب آنذاك، جيه دي فانس، أكثر من مرة، بأن السيطرة على غرينلاند أمر بالغ الأهمية للأمن القومي الأمريكي، وقال إنه ثمة «صفقة ستُعقد في غرينلاند». وفي 14 يناير، سألت السيناتور مازي هيرونو، وزير الدفاع بيت هيغسيث عن الاستخدام المحتمل للقوة العسكرية لدمج غرينلاند في الولايات المتحدة، فأجاب بأنه لن يقدم تفاصيل في منتدى عام. وفي اليوم ذاته، زارت شركة نيلك بويز التابعة لترامب، مدينة نوك أيضًا، ووزعت دولارات على السكان المحليين.
في 16 يناير، التقى رؤساء تنفيذيون لشركات دنماركية كبرى مثل: نوفو نورديسك وفيستاس وكارلسبيرغ وغيرها، في اجتماع لمناقشة الوضع في وزارة الدولة. وفي اليوم التالي، وصف الرئيس التنفيذي السابق فريس أرن بيترسن في وزارة الخارجية الدنماركية الوضع بأنه «وضع غير مسبوق تاريخيًا»، وقارنت الصحفية نوا ريدينجتون، والمستشارة الخاصة لرئيسة الوزراء السابقة هيلي تورنينج-شميت، الضغط الدولي على الدنمارك بالضغط الذي شهدته مسبقًا بسبب الجدل الدائر حول رسوم يولاندس بوستن الكاريكاتورية للنبي محمد عام 2005. صرح المعلق السياسي هنريك كفورتروب أن ذكر غرينلاند خلال خطاب تنصيب ترامب من شأنه أن يؤكد جديّة ترامب، ما يجعل الوضع إحدى كبرى الأزمات الدولية التي شهدتها الدنمارك منذ الحرب العالمية الثانية.
في 6 فبراير من عام 2025، نُشر استطلاع رأي أجرته صحيفة يو إس إيه توداي بين 7 و10يناير عام 2025، أظهر الاستطلاع أن 11% فقط من الأمريكيين قالوا إن ترامب يجب أن يشتري أو يضم غرينلاند. بينما يعتقد 29% من الأمريكيين أن الاستحواذ على غرينلاند فكرة جيدة لكنها غير واقعية، وقال 53% منهم إنهم لا يدعمون فكرة ضم غرينلاند مطلقًا.
سُئل ترامب خلال مقابلة أُجريت في برنامج ميت ذا برس على قناة إن بي سي في 4 مايو 2025، عن احتمال استخدام القوة العسكرية لضم غرينلاند، فأجاب: «لا أستبعد ذلك. لا أقول إنني سأفعل هذا الأمر، لكنني لا أستبعد أي شيء. نحن بحاجة ماسة إلى غرينلاند. غرينلاند هي مجموعة صغيرة جدًا من البشر، سنعتني بهم، ونعتز بهم، وما إلى هنالك. لكننا نحتاج القيام بهذا الأمر من أجل الأمن الدولي».

#### قانون «جعل غرينلاند عظيمة مرة أخرى»
قدّم النائب آندي أوجلز في 13 يناير عام 2025، مشروع قانون إلى مجلس النواب الأمريكي، يُخوّل حكومة الولايات المتحدة الاستحواذ على غرينلاند نيابةً عن الولايات المتحدة، مانحًا الكونغرس فترة مراجعة مدتها 60 يومًا قبل دمج أراضي غرينلاند. حظي مشروع القانون حتى تاريخ تقديمه بموافقة 12 عضوًا وأُحيل إلى لجنة الشؤون الخارجية في مجلس النواب الأمريكي للمراجعة.
في 26 يناير عام 2025، صرّح وزير غرينلاند السابق توم هويم أن اتفاقية عام 1917 مع المملكة المتحدة لا تزال قائمة، ما يمنحهم حق الرفض الأول في حال أي بيع للجزر.

#### قانون الأراضي الحمراء والبيضاء والزرقاء لعام 2025
قدّم النائب الجمهوري بادي كارتر في 10 فبراير من عام 2025، تشريعًا من شأنه إعادة تسمية غرينلاند «بالأرض الحمراء والبيضاء والزرقاء» ويتيح للرئيس الأمريكي دونالد ترامب «شراء غرينلاند أو الاستحواذ عليها بأي طريقة أخرى». وأضاف كارتر: «حين يوقع كبير المفاوضين لدينا على هذه الاتفاقية التاريخية، سنرحب بفخر بشعب ما يُعرف اليوم باسم غرينلاند، للانضمام إلى أكثر أمة حرة في التاريخ. سبق وحدد الرئيس ترامب أحقيّة هذا الشراء أولويةً لتحقيق الأمن القومي». يمنح التشريع مكتب وزير الداخلية ستة أشهر بعد إقراره لضمان تحديث الوثائق الفيدرالية لتعكس تغيير الاسم.